# Port Literacki Wrocław
Port Literacki Wrocław – polski festiwal literacki organizowany od 1996 roku pod nazwą Europejskie Spotkania Młodych Pisarzy, następnie od 1997 roku jako Fort Literacki, a od 2000 roku jako Port Literacki. Początkowo impreza odbywała się w Legnicy, w 2004 roku przeniosła się do Wrocławia a w 2014 i 2015 roku z okazji jubileuszu festiwalu prezentowała także swój dorobek oraz najważniejszych autorów m.in. Armenii, Chinach, Czechach, Indiach, Izraelu, na Litwie, Łotwie, w Niemczech i Norwegii.
Impreza przyczyniła się do zmiany postrzegania poezji w Polsce. Wypromowała wielu autorów, którzy dzisiaj należą do najczęściej nagradzanych w Polsce. Eksperymenty z formą prezentacji wierszy, łamiące często stereotypowe wyobrażenie o spotkaniach autorskich, stały się inspiracją dla organizatorów nieomal wszystkich krajowych wydarzeń literackich. Wyróżnikiem festiwalu były publikacje książkowe towarzyszące każdemu wydarzeniu, projektowi i wizycie autora. 
Obok blisko trzystu najbardziej uznanych rodzimych twórców w regularnym „święcie literatury” brali już udział artyści z Anglii, Austrii, Białorusi, Czech, Danii, Francji, Iraku, Irlandii, Islandii, Łotwy, Meksyku, Niemiec, Rosji, Słowacji, Słowenii, Stanów Zjednoczonych, Szkocji, Szwecji, Ukrainy, Walii i Węgier. Najbardziej znani to Laurie Anderson, Herta Müller, Brian Patten, Edmund White. Z okazji festiwalu ukazało się blisko sto książek przekładowych.
Pomysłodawcą i organizatorem festiwalu przez wszystkie lata jego działalności był Artur Burszta. Początek festiwalowi dały Niemiecko-Polskie Spotkania Młodych Pisarzy organizowane w pierwszej połowie lat 90. w Berlinie, Moguncji i Stroniu Śląskim, których realizatorem był Burszta. W pierwszych latach wydarzenie współorganizowało Centrum Sztuki – Teatr Dramatyczny z Legnicy. W 2000 roku powstało Biuro Literackie, które kontynuowało organizację festiwalu.
Słowo „festiwal” pojawiło się dopiero przy piątej edycji imprezy. Wcześniej organizatorzy konsekwentnie mówili, że trudno nazywać wydarzenie kulturalne dla 300 osób festiwalem. Przez wszystkie lata Fort, a potem Port rok po roku zaskakiwał, łamał zasady i wyznaczał obowiązujące standardy. Nigdy kolejna edycja nie była podobna do poprzedniej. Być może dlatego Port jako jedna z nielicznych imprez literackich w Polsce gromadził wielotysięczną publiczność.
Pierwsze lata to zabawa, happening i radykalne działania łamiące wyobrażenia o tym, jak ma wyglądać wieczór autorski. Czas pierwszych Portów we Wrocławiu to eksperymenty z formą. Muzyka tworzona dla poszczególnych wydarzeń i grana na żywo, wizualizacje, rozbudowane scenografie, a nawet formy aktorskie. Po nich przyszedł czas wyciszenia i kameralnych czytań. Ostatnie lata podporządkowane zostały działaniom w ramach Europejskiej Stolicy Kultury. 
Wrocławskie edycje to stopniowe odchodzenie od znanych z Legnicy nazwisk na rzecz wcześniej nie prezentowanych twórców. Port otworzył się mocniej aniżeli kiedykolwiek, użyczając swoich doków nowym językom, twórcom i projektom. Efekt to blisko 400 autorów, którzy odwiedzili festiwal w całej jego historii, w tym ponad 70 gości z zagranicy i równie wielu debiutantów. Do tego należy dodać ponad 200 twórców, których utwory przybliżone zostały w festiwalowych publikacjach.
Dla Portu Literackiego powstawały nowe zespoły: Dyliżans (Brylewski, Nawrocki, Tymański i Trzaska) w 1999 roku, Strachy na Lachy w 2001, Czarne Ciasteczka w 2002, Öszibarack w 2004 i Andruchowycz & Karbido w 2006. Muzykę do festiwalowych wydarzeń tworzyli: Kormorany, Igor Boxx, Indigo Tree, Pustki. W 2013 roku ruszyła seria „33. Piosenki na papierze”, w której swoje książki wydali dotąd: Fisz, Grabaż, Kora i Lech Janerka.
Istotnym elementem wizerunkowym festiwalu były projekty edukacyjne, programy literackie, oraz konkursy. Te najbardziej znane to: „Komiks wierszem”, „Nakręć wiersz”, „Połów”, „Szkoła z poezją”, „Zagraj literaturą”. Równie ważna jest działalność prowadzona w internecie w ramach portali biuroliterackie.pl i portliteracki.pl. Festiwalowe książki można znaleźć w księgarni internetowej poezjem.pl

## Edycje festiwalu
- 1996 Europejskie Spotkania Młodych Pisarzy – odbywały się w dniach od 26 czerwca do 1 lipca 1996 w Legnicy i Jaworze. W tym czasie odbyło się m.in. widowisko teatralne, pt. W tym domu nie ma nikogo, przygotowane przez Andrzeja Bursztę na podstawie tekstów poetyckich, w którym brali udział m.in. Marcus Braun, Roman Praszyński oraz Marcin Sendecki.

- 1997 Fort Legnica – trwał od 19 do 21 września 1997 roku. W ramach festiwalu odbyły się spotkania autorskie, w których wzięli udział m.in. Marcin Świetlicki, Marcin Baran, Tadeusz Pióro, Miłosz Biedrzycki oraz Bohdan Zadura. Zaprezentowano sztuki teatralne (m.in. Zdechniesz, mam to na końcu języka Xaviera Durringera i Szeherezada Krzysztofa Jaworskiego). Odbyły się także koncerty, m.in. Pidżamy Porno, Homo Twist i Mch Band, a także wystawa fotografii Wojciecha Wilczyka.

- 1998 Fort Legnica – trwał od 25 do 27 września. Oprócz spotkań autorskich (w których wzięli udział m.in. Tomasz Różycki, Bohdan Zadura, Marcin Świetlicki, Marcin Baran, Darek Foks i Tomasz Majeran) na festiwalu odbyła się prezentacja filmów irlandzkich, wystawa fotografii Jacka Foksa oraz koncerty (Marcina Świetlickiego, Lecha Janerki oraz Mikołaja Trzaski).

- 1999 Fort Legnica – odbywał się w dniach 24–26 września. W spotkaniach autorskich wzięli udział: Tomasz Majeran, Douglas Dunn, Craig Raine, Jacek Gutorow, Marcin Hamkało, Jacek Podsiadło, Ryszard Krynicki i Marty Podgórnik. Odbyły się koncerty (Tymon Tymański, Mikołaj Trzaska, Maciej Maleńczuk, Wojciech Waglewski, Mateusz Pospieszalski), wystawa rysunków Adama Wiedemanna oraz prezentacja wydawnictw, czasopism literackich i brytyjskich filmów.

- 2000 Port Legnica – trwał od 22 do 23 września. W spotkaniach autorskich wzięli udział: Tadeusz Pióro, Krystyna Miłobędzka, Darek Foks, Marta Podgórnik, Eugeniusz Tkaczyszyn-Dycki i Julia Fiedorczuk.

- 2001 Port Legnica – festiwal odbywał się od 21 do 22 września. W spotkaniach autorskich wzięli udział: Mariusz Grzebalski, Krzysztof Siwczyk, Jacek Goturow, Tomasz Majeran, Bohdan Zadura, Jerzy Jarniewicz, Wojciech Bonowicz, Adam Wiedemann, Andrzej Niewiadomski, Andrzej Sosnowski, Tadeusz Pióro i Andrzej Szuba. Odbyły się koncerty Krzysztofa Grabowskiego i Tomasza Lipińskiego oraz spektakl teatralny Wiersze dla dzieci. Zorganizowano także wystawę fotografii Elżbiety Lempp pt. Marsz zielone.

- 2002 Port Legnica – trwał od 20 do 21 września. Zorganizowano pierwszą publiczną wystawę rysunków Marcina Świetlickiego, który w ramach festiwalu zagrał także koncert pt. Czarne Ciasteczka. W spotkaniach autorskich wzięli udział: Tomasz Majeran, Adam Wiedemann, Marcin Sendecki, Dariusz Sośnicki, Mark Ford, Stephen Romer, Bohdan Zadura, Marcin Świetlicki, Cezary Domarus, Jarosław Jakubowski, Bogusław Kierc, Bartosz Muszyński, Klara Nowakowska, Krzysztof Gryko, Tobiasz Melanowski, Eugeniusz Tkaczyszyn-Dycki.

- 2003 Port Legnica – festiwal odbywał się od 25 do 26 kwietnia. W jego ramach zorganizowano prezentację Port na żywo w internecie, wystawę Tomasza Brody Literacka galeria oraz koncert Olafa Deriglasoffa. W spotkaniach autorskich wzięli udział: Bogusław Kierc, Zbigniew Machej, Anna Podczaszy, Simon Armitage, Glyn Maxwell, Eugeniusz Tkaczyszyn-Dycki, Darek Foks, Maciej Malicki, Jerzy Jarniewicz, Krzysztof Siwczyk, István Kovács, Andrzej Sosnowski.

- 2004 Port Wrocław – pierwsza edycja po przeniesieniu festiwalu z Legnicy do Teatru Współczesnego we Wrocławiu, odbyła się w dniach 25–26 kwietnia. W ramach imprezy zorganizowano wystawę prac Tomasza Brody i Elżbiety Lempp, koncerty Marcina Świetlickiego oraz grupy muzycznej Lonely Drifter Karen wraz z kwartetem Andy. Odbyła się także projekcja filmu Bitwa o Legnicę Jolanty Kowalskiej. Zorganizowano spotkania autorskie ze słoweńskimi poetami: Alojzem Ihanem, Miklavžem Komeljem i Peterem Semoličem oraz brytyjskimi poetkami: Laviną Greenlaw i Carol Rumens. W pozostałych spotkaniach wzięli udział: Mariusz Grzebalski, Edward Pasewicz, Tadeusz Pióro, Krzysztof Siwczyk, Andrzej Sosnowski, Bohdan Zadura, Łukasz Bagiński, Joanna Obuchowicz, Dagmara Sumara, Adam Zdrodowski, Julia Fiedorczuk, Klara Nowakowska, Marta Podgórnik, Agnieszka Wolny-Hamkało i Krystyna Miłobędzka.

- 2005 Port Wrocław – odbywał się od 9 do 10 kwietnia w Centrum Sztuki Impart we Wrocławiu. W ramach festiwalu miała miejsce projekcja nieopublikowanych wcześniej materiałów filmowych dotyczących Rafała Wojaczka, pt. Prawdziwe życie bohatera. Pokaz prowadził Stanisław Bereś. Ponadto zaprezentowano wybrane filmy dokumentalne, zrealizowane w latach 1996–2004 pod wspólną nazwą Filmy TV. Zorganizowano wystawę prac Olega Dergaczowa, a także koncert pod nazwą Andruchoid Jurija Andruchowycza i Mikołaja Trzaski. W spotkaniach autorskich wzięli udział: Andrij Bondar, Nazar Honczar, Mykoła Riabczuk, Ostap Sływinski, Sierhij Żadan, Bohdan Zadura, Andrzej Sosnowski, Dominik Bielicki, Marcin Jagodziński, Łukasz Jarosz, Szczepan Kopyt, Rafał Wawrzyńczyk, Darek Foks, Marta Podgórnik, Dagmara Sumara, Adam Zdrodowski, Bogusław Kierc, Zbigniew Machej, Krzysztof Siwczyk, Dariusz Sośnicki.

- 2006 Port Wrocław – festiwal trwał od 7 do 9 kwietnia, a wszystkie wydarzenia, podobnie jak w roku 2005, odbywały się w Centrum Sztuki Impart. Zorganizowano koncert grup muzycznych Matplaneta, Formacji Chłopięcej „Legitymacje”, a także Karbido wraz z Jurijem Andruchowyczem. Odbyła się konferencja pt. Podziemne wniebowstąpienie poświęcona Tymoteuszowi Karpowiczowi. W spotkaniach autorskich wzięli udział: Jerzy Jarniewicz, Bogusław Kierc, Tadeusz Pióro, Anna Podczaszy, Krzysztof Siwczyk, Andrzej Sosnowski, Eugeniusz Tkaczyszyn-Dycki, Natalja Gorbaniewska, Natalia Woroszylska, Bohdan Zadura, Andrej Chadanowicz, Andrej Adamowicz, Wasyl Machno, Mirosław Spychalski, Jacek Dehnel, Maciej Robert, Kacper Bartczak, Marek Baczewski.

- 2007 Port Wrocław – trwał od 13 do 15 kwietnia, również w galerii Impart we Wrocławiu. W ramach imprezy zorganizowano projekcję filmów dokumentalnych Johna Ashbery’ego, Allena Ginsberga i Charlesa Reznikoffa, wernisaż Elżbiety Lempp pt. P jak portret, koncert grup muzycznych Lesers Bend i The Chain Smokers, a także warsztaty literackie. Odbyła się dyskusja wokół książki Jacka Gutorowa Urwany ślad. O wierszach Wirpszy, Karpowicza, Różewicza i Sosnowskiego. W spotkaniach autorskich udział wzięli: Krystyna Miłobędzka, Tadeusz Pióro, Marcin Sendecki, Andrzej Sosnowski, Bohdan Zadura, Julia Fiedorczuk, Łukasz Jarosz, Krzysztof Siwczyk, Dariusz Sośnicki, Wojciech Bonowicz, Mariusz Grzebalski, Bogusław Kierc, Darek Foks, Krzysztof Jaworski, Zbigniew Machej, Tomasz Majeran, Tymoteusz Karpowicz, Tomasz Fijałkowski, Julia Szychowiak, Tomasz Ważny, Kamil Zając, Piotr Sommer, August Kleinzahler.

- 2008 Port Wrocław – odbywał się od 25 do 27 kwietnia, wszystkie imprezy i spotkania zostały zorganizowane w Teatrze Polskim we Wrocławiu. Po raz pierwszy wręczono Nagrodę Poetycką Silesius. Odbyły się dyskusje: Co nam po Wojaczku, Na co komu debiut?, Jak pisać o wierszach?, Ja też lubię wiersze, Po co nam literackie nagrody?. Ogłoszono pierwszą edycję konkursu pod nazwą „Nakręć wiersz” (teledysk do tekstu poetyckiego). Imprezą towarzyszącą były warsztaty pod nazwą „Jak kręcić wiersze?”. W spotkaniach autorskich udział wzięli: Wojciech Bonowicz, Andrzej Sosnowski, Julia Szychowiak, Krystyna Rodowska, Marie-Claire Bancquart, Bernard Noël, Jacek Podsiadło, Jurij Andruchowycz, Sławomir Elsner, Rafał Praszczałek, Rafał Skonieczny, Kornelia Piela, Anna Podczaszy, Adam Zdrodowski, Łukasz Jarosz, Jakub Ekier, Reiner Kunze, Tadeusz Pióro, Harry Mathews, Zbigniew Machej, Piotr Sommer, Tomasz Broda, Elżbieta Gaudasińska, Jerzy Jarniewicz, Marcin Sendecki, Dariusz Suska.

- 2009 Port Wrocław – odbywał się w dniach od 17 do 19 kwietnia. W ramach festiwalu zaprezentowano publikacje, będące efektem projektu „Szkoła z poezją” – książki Żurek na ostro oraz Dzień dobry mam na imię miłość zawierające wiersze dzieci i młodzieży wrocławskich szkół podstawowych i gimnazjalnych. Wręczono także Wrocławską Nagrodę Poetycką Silesius oraz rozstrzygnięto konkurs „Nakręć wiersz” (teledysk do utworu poetyckiego). Otwarto wystawę prac Michała Kobylińskiego oraz zorganizowano koncert grupy muzycznej Ballady i Romanse. Imprezą towarzyszącą były warsztaty filmowe pod nazwą „Złodzieje wierszy”. Odbyły się dyskusje o polskiej literaturze współczesnej pt. Dożynki 2008 oraz „Barbarzyńcy czy nie? Dwadzieścia lat po przełomie. W spotkaniach autorskich udział wzięli: Sławomir Elsner, Krystyna Miłobędzka, Bohdan Zadura, Roman Honet, Marta Podgórnik, Krzysztof Siwczyk, Michal Ajvaz, Jáchym Topol, Leszek Engelking, Krzysztof Jaworski, Bogusław Kierc, Tadeusz Pióro, Agnieszka Mirahina, Michał Piętniewicz, Przemysław Witkowski, Jakub Wojciechowski, Julia Fiedorczuk, Jacek Gutorow, Dariusz Sośnicki, Piotr Sommer, Eugeniusz Tkaczyszyn-Dycki.